# 一山駅
一山駅（イルサンえき）は、大韓民国京畿道高陽市一山西区一山洞にある韓国鉄道公社（KORAIL）の駅である。
乗り入れている路線は、線路名称上は京義線であるが、当駅には広域電鉄の京義・中央線電車のみが停車する。京義・中央線の駅番号はK326、西海線の駅番号はS07。

## 歴史
- 1906年4月3日 - 京義線敷設完成。

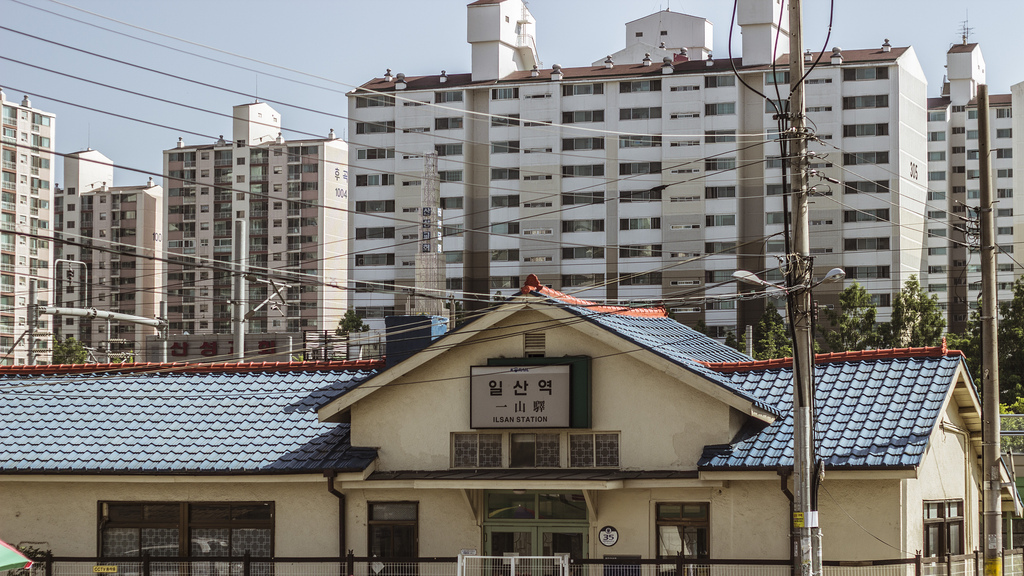
旧駅舎

- 1908年4月1日 - 正式に旅客営業開始。
- 1933年 - 旧駅舎竣工。
- 1994年1月1日 - 小貨物取り扱い中止。
- 2006年12月4日 - 旧駅舎が登録文化財第294号に登録。
- 2007年11月15日 - 京義線複線電鉄化により貨物取り扱い中止。
- 2009年6月29日 - 新駅舎に移動。
- 2009年7月1日 - 京義電鉄線が開業。
- 2023年8月26日 - 西海線の大谷駅 - 一山駅間延長開通により開業。[1]

## 駅構造

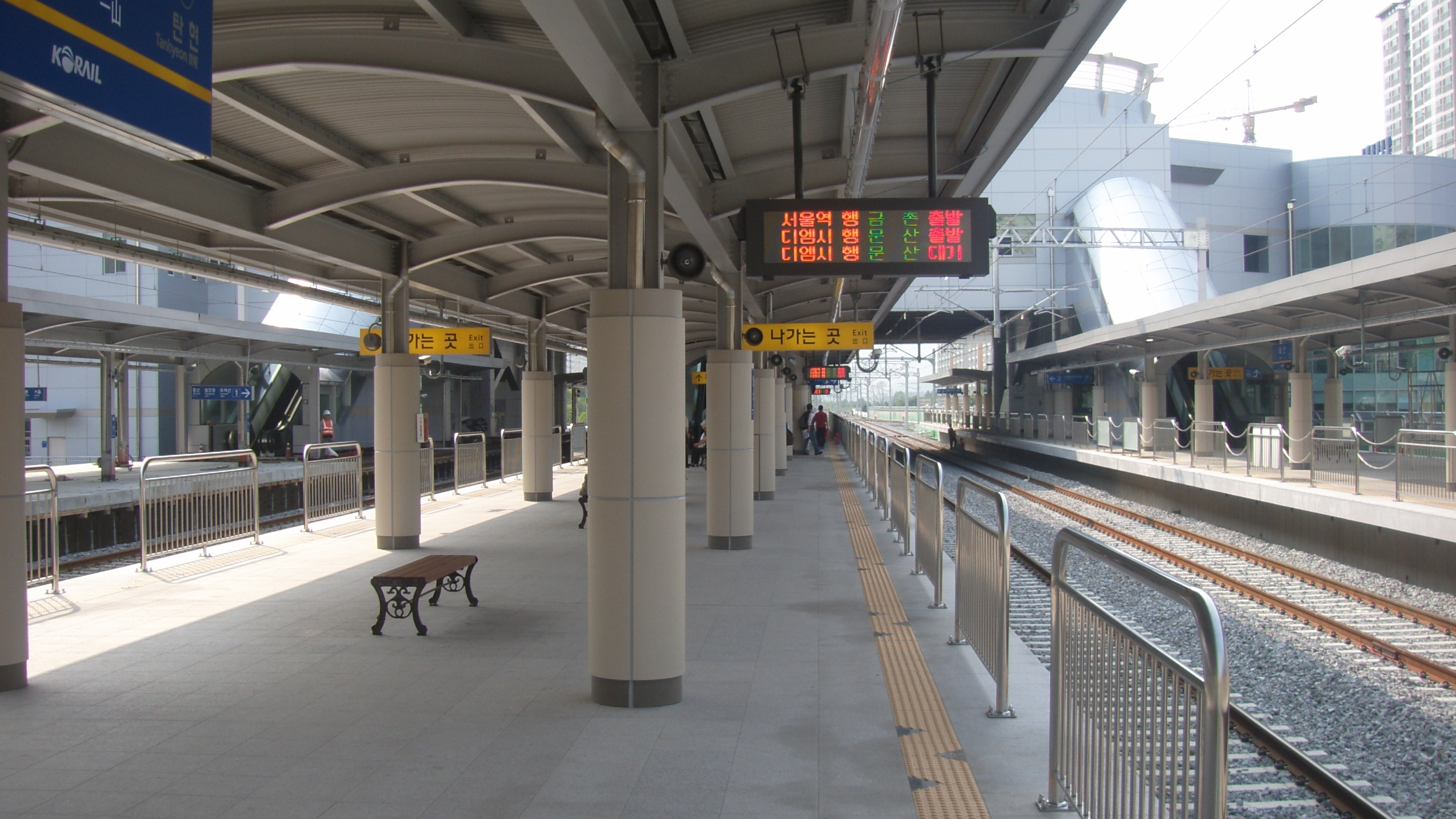
ホーム（2009年撮影）

島式ホーム3面6線を有する地上駅で、橋上駅舎を持つ。
出入口は1番（駅南側）と2番（駅北側）の2ヶ所ある。
1933年に建設された旧駅舎は、日本統治下時代の建築様式をそのまま残していることもあり、2006年に登録文化財に登録された。

### のりば
| 1 | 西海線       | 終着 陵谷・金浦空港・素砂・始興市庁・草芝・元時方面 |
| 2 | 西海線       | 終着 陵谷・金浦空港・素砂・始興市庁・草芝・元時方面 |
| 3 | 京義・中央線 | デジタルメディアシティ・ソウル・龍山・龍門方面      |
| 4 | 京義・中央線 | 雲井・金村・坡州・文山方面                          |

## 利用状況
近年の一日平均利用人員推移は下記のとおり。
なお、2009年は開業日の7月1日から12月31日までの184日間を基準にしたものである。
| 路線         | 路線     | 2000年 | 2001年 | 2002年 | 2003年 | 2004年 | 2005年 | 2006年 | 2007年 | 2008年 | 2009年 | 備考  |
| ------------ | -------- | ------ | ------ | ------ | ------ | ------ | ------ | ------ | ------ | ------ | ------ | ----- |
| 京義・中央線 | 乗車人員 | 未開業 | 未開業 | 未開業 | 未開業 | 未開業 | 未開業 | 未開業 | 未開業 | 未開業 | 3,295  | [ 2 ] |
| 京義・中央線 | 降車人員 | 未開業 | 未開業 | 未開業 | 未開業 | 未開業 | 未開業 | 未開業 | 未開業 | 未開業 | 3,232  | [ 2 ] |
| 京義・中央線 | 乗降人員 | 未開業 | 未開業 | 未開業 | 未開業 | 未開業 | 未開業 | 未開業 | 未開業 | 未開業 | 6,527  | [ 2 ] |
| 路線         | 路線     | 2010年 | 2011年 | 2012年 | 2013年 | 2014年 | 2015年 | 2016年 | 2017年 | 2018年 | 2019年 | 備考  |
| 京義・中央線 | 乗車人員 | 4,342  | 5,155  | 5,592  | 6,909  | 7,831  | 9,086  | 9,468  | 9,521  | 9,399  | 9,452  | [ 2 ] |
| 京義・中央線 | 降車人員 | 4,255  | 5,081  | 5,488  | 6,721  | 7,660  | 8,854  | 9,196  | 9,283  | 9,253  | 9,276  | [ 2 ] |
| 京義・中央線 | 乗降人員 | 8,597  | 10,236 | 11,080 | 13,630 | 15,491 | 17,940 | 18,664 | 18,804 | 18,652 | 18,728 | [ 2 ] |
| 路線         | 路線     | 2020年 |        |        |        |        |        |        |        |        |        |       |
| 京義・中央線 | 乗車人員 | 7,214  |        |        |        |        |        |        |        |        |        |       |
| 京義・中央線 | 降車人員 | 7,133  |        |        |        |        |        |        |        |        |        |       |
| 京義・中央線 | 乗降人員 | 14,347 |        |        |        |        |        |        |        |        |        |       |

## 駅周辺
駅の南側は一山新都市の市街地が広がり、駅の北側は古くからの市街地である。
- 大化洞住民センター
- 新一ビジネス高等学校（朝鮮語版）
- 延世大学校三愛キャンパス
- 一山線注葉駅[3]
- 一山国際コンベンション高等学校（朝鮮語版）
- 一山初等学校
- 一山市場
- 一山洞事務所

## バス路線
| 都市型バス | 11番・99番・310番 |
| マウルバス | 066番・070番      |

## 隣の駅
韓国鉄道公社
 京義・中央線
B急行
白馬駅 (K324) - 一山駅 (K326) - 雲井駅 (K329)
A急行
白馬駅 (K324) - 一山駅 (K326) - 炭峴駅 (K327)
緩行
楓山駅 (K325) - 一山駅 (K326) - 炭峴駅 (K327)
 西海線
一山駅 (K07) - 楓山駅 (K08)